# Lepyrodia muirii
Lepyrodia muirii är en gräsväxtart som beskrevs av Ferdinand von Mueller. Lepyrodia muirii ingår i släktet Lepyrodia och familjen Restionaceae. Inga underarter finns listade i Catalogue of Life.